# Giridhari Yadav
 (novembre 2024).
Giridhari Yadav (né le 14 avril 1961) est un homme politique indien, député au parlement au Lok Sabha et membre du parti Janata Dal (uni). Il représente la circonscription électorale du Banka Lok Sabha, Bihar.
Yadav est élu quatre fois au Lok sabha  et quatre fois à l'Assemblée législative du Bihar.  Il est élu à l'Assemblée législative du Bihar et au 11e Lok Sabha avec Janata Dal. Alors qu'il est au RJD, il est élu au Bihar Vidhan Sabha et au 14e Lok sabha. Yadav rejoint le JD(U) en 2010 et est élu deux fois au Bihar Vidhan Sabha avec le JDU(U) et le 17e Lok Sabha.

## Jeunesse
Giridhari Yadav est né le 14 avril 1961 à Banka, Bihar.  Son père, Dhano Yadav, est professeur d'école aux chemins de fer indiens; sa mère est Jagti Devi. Il est l'un des sept enfants de Dhano et Jagti.
Yadav obtient un baccalauréat en histoire de l'Université de Bhagalpur en 1982. Ensuite, il s'installe au Madhya Pradesh pour poursuivre des études de deuxième cycle à l'Université DHG de Sagar, où il obtient une maîtrise en histoire, puis un LLB en droit de l'Université de Bhagalpur à l'âge de 33 ans. Il épouse Sumitra Devi en 1976 et a une fille et deux fils.

## Début de carrière
Giridhari Yadav étudie l'histoire au Madhya Pradesh et commence sa carrière politique à Sagar, Madhya Pradesh comme coordinateur de la jeunesse au Congrès de la jeunesse indienne du gouvernement Rajiv Gandhi (1983-1985). On le dit proche de l'ancien ministre en chef Arjun Singh, BR Yadav et Santosh Sahu.

## Carrière politique
Giridhari Yadav appartient à une catégorie de personnalités politiques socialistes. Il fait partie du Congrès de la jeunesse indienne pendant le mandat de Rajiv Gandhi et est associé à des personnalités telles que le vice-président Singh. Yadav retourne au Bihar après avoir fait campagne aux élections à l'Assemblée du Madhya Pradesh en août 1994 et travaille comme membre du parti pour Janata Dal. En 1995, il obtient l'investiture du parti pour se présenter à Katoria, Bihar, aux élections de l'Assemblée législative du Bihar . Après la victoire triomphale de Yadav aux élections de l'Assemblée législative du Bihar, il remporte le 11e Lok Sabha pour Banka, Bihar.
En 1997, Yadav est parmi les dix-sept députés du Lok Sabha à former le Rashtriya Janata Dal (RJD) en tant que parti séparatiste du Janata Dal à New Delhi.  Il perd contre Digvijay Singh lors des 12e élections du Lok Sabha sur le ticket RJD par moins de 1 % du total des voix. Yadav est élu député pour la deuxième fois de Katoria, Bihar en 2000, et en 1999, il a failli remporter le 13e Lok Sabha en tant que candidat indépendant, perdant seulement par une marge de 2 % du total des voix.
En 2004, Yadav bat Digvijay Singh lors de l'élection du 14e Lok Sabha. Après s'être vu refuser l'investiture du parti par le RJD alors qu'il est député en exercice, Giridhari Yadav se brouille avec Lalu Prasad Yadav. En 2010, Yadav rejoint Janata Dal (United) et est élu à l'Assemblée législative du Bihar depuis Belhar, Bihar. Il est secrétaire général du JD(U) en 2014. Yadav démissionne de son poste en 2015 après avoir reçu une notification pour avoir été vu en compagnie du leader de l'alliance RJD, Mohd. Shahabuddin. Il remporte sa quatrième élection à l'Assemblée législative du Bihar en 2015.
En 2019, Il remporte avec une marge record l'élection au 17e Lok Sabha de Banka et siège au Comité parlementaire permanent des finances. En 2024, il est réélu au parlement comme membre du 18e Lok Sabha.

## Postes occupés
| Période   | Postes                                                                          | Note                              |
| --------- | ------------------------------------------------------------------------------- | --------------------------------- |
| 1983-1985 | Coordonnateur de la jeunesse, Congrès indien de la jeunesse                     |                                   |
| 1995-1996 | Membre de l'Assemblée législative du Bihar                                      | 1er mandat au Bihar Vidhan Sabha  |
| 1995-1996 | Membre du Comité des comptes publics de l'Assemblée législative du Bihar        |                                   |
| 1995      | Whip du parti Dal Janata                                                        |                                   |
| 1996-1998 | Élu à la 11e Lok Sabha                                                          | 1er mandat à la Lok Sabha         |
| 1996      | Membre du Comité permanent du pétrole et du gaz naturel du Parlement            |                                   |
| 2000-2004 | Réélu à l'Assemblée législative du Bihar                                        | 2e mandat au Bihar Vidhan Sabha   |
| 2004-2009 | Réélu à la 14e Lok Sabha                                                        | 2e mandat à la Lok Sabha          |
| 2004      | Membre du Comité permanent de l'industrie du Parlement                          |                                   |
| 2010-2015 | Réélu à l'Assemblée législative du Bihar                                        | 3e mandat au Bihar Vihdan Sabha   |
| 2010      | Membre du Comité des prévisions budgétaires de l'Assemblée législative du Bihar |                                   |
| 2013      | Membre du Comité des comptes publics de l'Assemblée législative du Bihar        |                                   |
| 2014      | Secrétaire général du Janata Dal (Royaume-Uni)                                  |                                   |
| 2015      | Réélu à l'Assemblée législative du Bihar                                        | 4ème mandat au Bihar Vidhan Sabha |
| 2015      | Membre du comité de la bibliothèque                                             |                                   |
| 2019      | Réélu à la 17e Lok Sabha                                                        | 3e mandat à la Lok Sabha          |
| 2019      | Membre du Comité permanent des finances                                         |                                   |
| 2024      | Réélu à la 18e Lok Sabha                                                        | 4e mandat à la Lok Sabha          |